# Silas Cheung
Silas Paul Cheung (* 14. August 1973 in Hampstead) ist ein ehemaliger britisch-US-amerikanischer Basketballspieler.

## Laufbahn
Cheung verließ sein Heimatland als Jugendlicher und besuchte fortan die Magruder High School im US-Bundesstaat Maryland. Von 1993 bis 1997 gehörte der 1,88 Meter große Aufbauspieler der Hochschulmannschaft der Mount St. Mary’s University in Maryland an. Dort erzielte Cheung in seiner Abschlusssaison 1996/97 im Durchschnitt 9,6 Punkte je Begegnung, das war auch der Höchstwert seiner vierjährigen Hochschulzeit.
Er begann seine Profilaufbahn in der deutschen Basketball-Bundesliga und stand 1997/98 bei TVG Trier unter Vertrag. Mit den Moselanern gewann er den DBB-Pokal und nahm auch am europäischen Vereinswettbewerb Korać-Cup teil. Von 1998 bis 2000 spielte Cheung bei Athlon Ieper in Belgien.
Anschließend unterbrach Cheung seine Spielerlaufbahn und war in der Saison 2000/01 Co-Trainer an der Coastal Carolina University in den Vereinigten Staaten. Er kehrte dann als Spieler aufs Feld zurück und stand in der Saison 2001/02 bei der britischen Mannschaft London Towers unter Vertrag, nahm mit London auch an der Euroleague teil. In dem Wettbewerb erzielte Cheung in 14 Spielen im Schnitt 4,6 Punkte je Begegnung. Cheung war englischer Nationalspieler.
Er schlug in den Vereinigten Staaten eine Trainerlaufbahn ein: 2003 wurde er Trainer der Urbana High School. 2006 verließ Cheung Urbana und wechselte ins Traineramt an der St. John's-Catholic Prep nach Buckeystown (Maryland). Dort hatte er das Traineramt bis 2009 inne, dann widmete er sich der Leitung des Schulsports an der Magruder High School, die er bereits zuvor neben seiner Trainertätigkeit ausübte. Zudem arbeitete er als Lehrer.